# Auguste Mariette
François Auguste Ferdinand Mariette (1821 - 1881) là một học giả, nhà khảo cổ học và nhà Ai Cập học người Pháp. Ông cũng đồng thời là người sáng lập Bộ Cổ vật Ai Cập (sau này là Hội đồng Cổ vật Tối cao).